# Антитаур
Антитаур(грчки: Αντίταυρος) или Аладаглар турски: Aladağlar) je планински венац који се простире на југу и истоку Турске, који се простире североисточно од планинског венца Таурус.. То је највиша планина у саставу планине Ерџијес са висином од 3,917 m .
Антички грк Стабо који је по занимању био географ забележио је да је у његово време овај врх био стално покривен снегом, и да су они малобројни који би се на њега попели могли са њега да виде Црно море и Медитеран.
Планина Ерџијес има највиши врх у централној Анадолији, она је масиван стратовулкан који се налази северно од планине Антитаур.